# Tulln an der Donau
Tulln an der Donau este un oraș și centru politic și economic al comunității Tullnerfeld, fiind mărginit la sud de Pădurea vieneză (Wienerwald) și la nord de zona colinară numită Wagram. Datorită grădinilor existente în oraș Tulln este numit și Orașul florilor. El este în același timp centrul districtului Tulln, în Austria Inferioară.